# پاپ‌پانک
پاپ‌پانک (انگلیسی: Pop punk) یا پانک پاپ (punk-pop) گونه‌ای از موسیقی است که عناصر موسیقی‌های پانک راک و پاپ را تلفیق می‌کند. تمپوی تند، گیتار الکتریک دستکاری‌شدهٔ پرسروصدا، تغییرات پاور کورد و بهره‌گیری از ملودی‌ها، ترانه‌ها و آوازهای مردم‌پسند، مؤلفه‌های سبکی پاپ پانک را تشکیل می‌دهند.